# Lyo y Merly
Lyo (20 de agosto de 1999) y Merly (31 de diciembre de 2000) son las mascotas oficiales de los Juegos Olímpicos de la Juventud 2010, que se celebraron en Singapur en agosto de 2010.